# 夜はモーレツ!
『夜はモーレツ!』（よるはモーレツ）とは、2000年10月3日から2008年3月26日までエフエム福岡で放送されていたラジオ番組である。同局のほか、隣県のFM3局でも放送。2023年4月4日から第2章を『夜はモーレツ!!』として再開。

## パーソナリティ
- 米岡誠一
- 児玉育則

当初は「Y岡S一」「K玉育則」と表記されていた。別途「N原さおり」という人物も存在。
　　

## 夜はモーレツ!

### 各局の放送時間
- エフエム福岡 - 火曜深夜（水曜未明）1:00～3:00
- エフエム熊本、エフエム大分 - 木曜深夜（金曜未明）1:00～3:00
- エフエム長崎 - 金曜深夜（土曜未明）3:00～5:00

### パーソナリティ
- 米岡誠一
- 児玉育則

### 主なコーナー
- モーレツムービーショー
- モーレツ　なんでも相談室
- モーレツバード(サンダーバードのパロディ)
- モーレツビデオ

## 夜はモーレツ!!
2023年4月4日からスポンサー付きで15年ぶりに放送を再開。正式には冠スポンサー付きの『現場市場 presents 夜はモーレツ!!』であり、「巡り巡って帰還」と表現されている。ただし、後述するように米岡&児玉コンビの番組は渡り歩くように在福局で放送されているため、このコンビでの番組でいえば実質2年ぶりでもある。

### 各局の放送時間
- エフエム福岡、エフエム熊本、エフエム鹿児島、エフエム佐賀、エフエム大分、エフエム長崎、エフエム宮崎、エフエム沖縄 : 毎週金曜 21:00 - 22:00（全ネット局同時放送）

### 放送時間及びネット局の変遷
- 2023年4月4日から2023年6月27日まで毎週火曜20:30 - 20:55にて、 エフエム福岡・エフエム熊本の2局ネットで放送。
- 2023年7月7日から毎週金曜21:00 - 21:55にて放送、放送枠移動と共に55分番組に拡大。
- 2023年10月6日から、エフエム鹿児島にて放送。
- 2024年1月5日から、エフエム佐賀にて放送。
- 2024年4月5日から、エフエム大分にて放送。
- 2024年7月5日から、エフエム長崎にて放送。
- 2024年10月4日から、エフエム宮崎にて放送。
- 2025年1月3日から、エフエム沖縄にて放送。これをもって九州・沖縄地方のJFN系FMラジオ局でのネットが達成された。
- 2025年4月4日から放送時間が5分拡大され、21:00 - 22:00の60分番組となった。